# Google Polska
Google Polska, właśc. Google Poland sp. z o.o. – polski oddział spółki Google z siedzibą w Warszawie, utworzony w 2005 roku.

## Opis
Google Poland sp. z o.o. została zarejestrowana w rejestrze przedsiębiorstw Krajowego Rejestru Sądowego 6 września 2005. 23 września 2005 Google oficjalnie ogłosił otwarcie polskiego oddziału.
Spółka prowadzi działalność w trzech lokalizacjach:
- biuro regionalne oraz centrum badawczo-rozwojowe w Warszawie. Biuro regionalne jest odpowiedzialne za nawiązywanie relacji z partnerami biznesowymi i prowadzenie szkoleń dla przedsiębiorstw, natomiast centrum badawczo-rozwojowe uczestniczy w projektach technologicznych Google dotyczących chmury obliczeniowej[2]. W 2020 centrum zatrudniało 450 osób[2]; w 2021 spółka otworzyła nowe biuro Centrum Rozwoju Technologii Google Cloud w biurowcu The Warsaw Hub[3], które od 5 lutego 2024 r stało się główną siedzibą spółki
- centrum innowacji we Wrocławiu – odpowiedzialne za działalność Google na rynku reklamy na terenie Europy Środkowej, z siedzibą przy placu generała Józefa Bema 2[4]
- centrum technologiczne w Krakowie − odpowiedzialne za rozwój kluczowych elementów usług chmury obliczeniowej oraz światowej infrastruktury internetowej[5].

W 2015 spółka zamknęła centrum badawczo-rozwojowe w Krakowie z siedzibą przy Rynku Głównym 12, ale otworzyła je ponownie w 2022 w tej samej lokalizacji. W 2015 spółka uruchomiła w Warszawie, w jednym ze zrewitalizowanych budynków Centrum Praskiego Koneser, przestrzeń dla przedsiębiorców pod nazwą Campus Warsaw (od 2018 Google for Startups Campus Warsaw). Jest on jednym z kilku tzw. kampusów utworzonych w ramach globalnego programu wspierania rozwoju przedsiębiorczości technologicznej „Google for Startups”. Kampus w Warszawie koordynuje i wspiera programy Google skierowane do startupów z Polski i Europy Środkowo-Wschodniej oraz jest miejscem spotkań, współpracy i wydarzeń lokalnej społeczności startupowej.